# ジャン・チョクラルスキー
ジャン・チョクラルスキー（ポーランド語:Jan Czochralski、1885年10月23日 - 1953年4月22日）はポーランドの化学者で半導体のウェハーの製造工程で用いられるチョクラルスキー法の発明者である。なお、ポーランド語ではヤン・チョフラルスキと呼ばれる。

## 人物
チョクラルスキーはドイツ帝国ポ－ゼン州のエクシン（Exin、現在のポーランド・クヤヴィ＝ポモージェ県ナクウォ郡クチニア）に生まれた。1900年頃ベルリンへ移住し、カロッテンブルク・ベルリン工科学校で金属科学を専攻した。
チョクラルスキーは技術者として1907年、AEGで働き始めた。
1916年、誤ってインク入れと間違えてペンを坩堝に入れた時に、引き上げたペン先の毛細管に薄い金属が固まっていて、その金属は単結晶だったという出来事をきっかけとしてチョクラルスキー法を開発した。チョクラルスキーはこの方法で直径1ミリ、全長150センチの単結晶金属を製造した。チョクラルスキーは1918年にドイツの化学雑誌であるZeitschrift für Physikalische Chemie誌に"Ein neues Verfahren zur Messung der Kristallisationsgeschwindigkeit der Metalle" [金属の結晶化率を測定する新しい方法]と題して論文を書いた。スズや亜鉛、鉛の結晶化率を測定するために用いられた。1950年、アメリカのベル研究所のゴードン・K・ティールとJ・B・リトルはチョクラルスキー法でゲルマニウムの単結晶を成長させて半導体の製造において転換をもたらした。
ポーランド独立後もドイツで活動していたが、1928年にイグナツィ・モシチツキ大統領の要請でポーランドに戻り、ワルシャワ工科大学化学部の冶金学および金属研究部門の教授に就任した。
第二次世界大戦中は対独抵抗組織国内軍（アルミア・クラヨヴァ）の技術者としてSidolówkaとして知られるR wz. 42手榴弾の開発に携わった。
戦後の1945年、チョクラルスキーはドイツへの協力を理由に共産党政権により一時拘留されたが、この嫌疑は裁判所により取り消された。だが大学はチョクラルスキーの教授職を剥奪。彼は郷里のクチニアに戻って亡くなるまで化粧品及び家庭用の化学薬品の製造に従事した。1953年にポズナニで死去。
死後の調査により、レジスタンスへの協力（生前にチョクラルスキーはこの事を公表できなかった）が明らかとなったのを受けてワルシャワ工科大学は2011年6月29日に正式にチョクラルスキーの名誉を回復した。